# Laidleria
Laidleria es un género extinto de temnospóndilo que vivió a comienzos del período Triásico en lo que hoy es Sudáfrica.